# Struktura sieci
Struktura sieci – sposób, w jaki do sieci podłączone są zasoby udostępnione. Wyróżniane są dwa typy struktury sieci: klient-serwer oraz równy z równym (p2p – peer to peer).

## Klient-serwer
Jest to struktura hierarchiczna, w której na szczycie stoi serwer, czyli komputer dostępny dla określonej grupy użytkowników z udostępnionymi zasobami sieciowymi, na przykład z plikami, aplikacjami, bazami danych itd. Serwery zazwyczaj korzystają z systemów operacyjnych opartych na architekturze Uniksa. Przykładem może być Slackware – jedna z dystrybucji Linuksa. Główną zaletą tej struktury jest to, że jest ona dużo bezpieczniejsza, wydajniejsza niż struktura p2p, dane są trzymane w jednym miejscu, co zwiększa szybkość znalezienia danego pliku, aplikacji itp. Wadą tej struktury jest to, że wszystkie jednostki są zależne od serwera, więc w przypadku jego awarii sieć zostanie sparaliżowana, bowiem nie będzie można korzystać z żadnych zasobów, które się na nim znajdują.

## Równy z równym (p2p) – równorzędna
Sieć równy z równym jest odwrotnością sieci o strukturze klient-serwer, to znaczy nie posiada ona budowy hierarchicznej i centralnego serwera. Wszystkie komputery w tej sieci są serwerami i klientami, każdy z nich udostępnia i pobiera zasoby sieciowe. Jednostki w tej strukturze nie wymagają zaawansowanych systemów operacyjnych z rodziny Unix. Mogą one pracować na prostszym w obsłudze systemie Windows NT lub jakimś innym. Zaletami tej sieci jest to, że jest ona prosta w zarządzaniu, tańsza w budowie niż klient-serwer, odłączenie jednej jednostki nie powoduje paraliżu całej sieci. Struktura p2p posiada szereg wad – dłuższe przeszukiwanie zasobów sieciowych w celu znalezienia konkretnego zasobu, spadek bezpieczeństwa, ponieważ trzeba zabezpieczyć każdą stacje roboczą a nie tylko jeden centralny serwer, jest ona mniej wydajna. Przykładem struktury równy z równym może być sieć torrent, która służy do wymiany plików pomiędzy różnymi użytkownikami za pomocą różnych programów klienckich (azureus, bitcomet, bittornado itd.).